# Chas Hodges
Charles Nicholas Hodges (28 de diciembre de 1943-22 de septiembre de 2018) fue un músico y cantante británico, vocalista principal del dúo musical Chas & Dave.

## Primeros años
Hodges nació en el North Middlesex University Hospital de Edmonton, Londres el 28 de diciembre de 1943, hijo de Albert y Daisy Hodges. Le pusieron el nombre de Charles Nicholas, pero le llamaron Chas porque era un apodo común para Charles en Hackney, de donde era su padre. Se crio en el norte de Londres y se trasladó a Kent en el verano de 1947. Su padre, camionero, se suicidó el día antes del cuarto cumpleaños de Hodges. Entrevistado por The Daily Telegraph en 2015 dijo: "Nunca descubrimos qué le hizo dispararse con una escopeta". Tras la muerte de su padre, la familia regresó a Edmonton, en el norte de Londres, para vivir con sus abuelos, y su madre se ganaba la vida tocando el piano en pubs y clubes locales. Asistió a la escuela de Eldon Road, y más tarde a la Edmonton Higher Grade School, pero la abandonó justo antes de cumplir los 15 años, a finales de 1958.
Hodges se interesó por primera vez en la música Rock 'n' Roll tras escuchar a Little Richard en Radio Luxembourg hacia 1956. Luego se inspiró en Lonnie Donegan para aprender a tocar la guitarra cuando tenía 12 años, y se unió a una banda de skiffle un año después, en 1957, The Horseshoe Skiffle Group. En mayo de 1958, asistió a un concierto de Jerry Lee Lewis y se interesó por aprender a tocar el piano. Trabajó durante un tiempo en una joyería tras dejar la escuela.

## Carrera
Hodges se convirtió en músico profesional a la edad de 16 años, tocando el bajo con varias bandas locales hasta que se unió a Billy Gray and The Stormers en 1960. Tras la disolución de Billy Gray y los Stormers, Hodges trabajó con el productor Joe Meek, quien reunió a Hodges y a su antigua banda como teloneros de Mike Berry, formando The Outlaws. Más tarde se les unió Ritchie Blackmore. También trabajaron como músico de sesión , respaldando a Jerry Lee Lewis, Bill Haley y Gene Vincent. Hodges afirmó que aprendió a tocar el piano observando a Jerry Lee Lewis mientras lo acompañaba. Durante esta época, Hodges pasó a ser conocido como "Sleepy" por su costumbre de quedarse dormido durante el proceso de grabación. The Outlaws se separaron, y fue invitado a unirse a Cliff Bennett and the Rebel Rousers como bajista en 1965.
Hodges conocía a Dave Peacock desde hacía varios años; se conocieron en 1963 cuando un amigo de Peacock llevó a Hodges a su casa y descubrieron que tenían gustos musicales similares. Después de los Rebel Rousers, Hodges se unió a Peacock, Hot Chocolate y Mick Burt en Black Claw (tres de la banda estarían después en Chas & Dave). En 1970, Albert Lee le pidió que se uniera a una nueva banda Heads Hands & Feet, que apoyó a la posterior banda de Blackmore Deep Purple en una gira. Tocó el bajo con Purple en un concierto el 8 de marzo de 1971, en el Music Hall Aberdeen, sustituyendo al bajista habitual, Roger Glover que estaba enfermo. Intentaron formar una nueva banda disidente The New Heads Hands & Feet, Lee sin embargo se fue a tocar con The Crickets, y terminaron como banda.

### Chas & Dave
Hodges hizo una gira por Estados Unidos cuando estaba con Heads Hands & Feet, y fue durante la gira cuando empezó a tener la idea de actuar con su acento natural, ya que le parecía "poco real" actuar con acento americano ante un público americano. Cuando Heads Hands & Feet se separaron en 1972, Hodges y Peacock consideraron la posibilidad de formar una banda juntos, cantando en su propio acento sobre cosas que conocían. Comenzaron a actuar como dúo Chas & Dave. Hodges era originalmente bajista, pero en Chas & Dave tocaba el piano y la guitarra mientras Peacock tocaba el bajo. También grabaron como Oily Rags (jerga rimada cockney para los cigarrillos - "fags") con Gerry Hogan e Ian Wallace, y publicaron un álbum autotitulado en 1974. También grabaron un álbum con Oliver Nelson. En 1975 Hodges y Peacock tocaron en el álbum de Labi Siffre Remember My Song. Eminem más tarde samplearía un riff de la canción "I Got The" (con Hodges a la guitarra y Peacock al bajo) en su éxito de 1999 "My Name Is".
Hodges y Peacock grabaron su primer álbum como Chas & Dave en 1974, y este álbum, One Fing'*'Anuvver, se publicó en 1975. Según Hodges, el tema que da título al disco, "One Fing'*'Anuvver", fue su primera canción de Rockney. Burt se unió al dúo en 1976 como batería. Fueron contratados por EMI en 1978, y el álbum Rockney se publicó ese mismo año. Una canción del álbum, "Strummin'", fue su primera canción en alcanzar la lista de éxitos. A principios de 1979, una canción de su primer álbum, "Woortcha!", se utilizó para un notable anuncio de televisión de Courage Bitter, y la canción fue entonces regrabada y lanzada como sencillo, retitulada "Gertcha". Fueron teloneros de Led Zeppelin en el Knebworth Festival 1979.
En 1980, Chas & Dave formaron su propio sello discográfico Rockney con su representante Bob England. Su primer lanzamiento bajo este sello "Rabbit" se convirtió en un éxito en el top 10. Tuvieron un éxito mayor en 1982 con "Ain't No Pleasing You", escrita en gran parte por Hodges.
Hodges era popular entre los seguidores del Tottenham Hotspur Football Club debido a los sencillos que había lanzado como Chas & Dave. Entre ellos se encuentran "Glory Glory Tottenham Hotspur", "Hot Shot Tottenham!", "When the Year Ends in One", "Spurs Medley" y "Ossie's Dream (Spurs Are on Their Way to Wembley)".
También tocó el piano en un supergrupo de corta duración llamado The Rockers, en el que participaron Roy Wood , Phil Lynott y John Coghlan.
En 2009, tras la muerte de su esposa Sue, Peacock anunció su retirada de la actuación con Chas & Dave. Sin embargo, cambió de opinión al año siguiente y anunció una gira para 2011.
También tocaron su "Christmas Jamboree" en el IndigO2 en diciembre de 2011 y diciembre de 2012. Emprendieron una gira "Back By Demand" por el Reino Unido entre febrero y mayo de 2013. En 2012, Hodges escribió y grabó un sencillo benéfico con su banda y los jugadores de la Premier League Darts de 2012 llamado "Got My Tickets for the Darts". En el vídeo aparecían Hodges, su banda, los jugadores de dardos de la Premier League 2012 y la chica de a pie Jacqui Adams. Se lanzó el 18 de mayo, la noche después de los play-offs en el The O2 Arena de Londres, donde se estrenó, y los beneficios del sencillos se donaron al Haven House Children's Hospice, en Woodford Green, Essex.
En 2009 Hodges lanzó un álbum homónimo en solitario en Talking Elephant Records En 2010, participó como invitado en un álbum de Vince Eager (Western Star Records) llamado 788 Years of Rock n Roll, al año siguiente Hodges volvió al sello para grabar un álbum en solitario titulado Together We Made Music. En 2014, Hodges también participó como invitado en el nuevo álbum de la banda de Simon Fowler, Merrymouth, Wenlock Hill, contribuyendo con el piano en la canción "Salt Breeze".
Hodges era un entusiasta de la jardinería. En 2014, inició su columna Rock n Roll Allotment en el periódico británico Daily Express.

## Enfermedad y fallecimiento
El 6 de febrero de 2017, se anunció que a Hodges se le había diagnosticado cáncer de esófago. En un comunicado publicado en las redes sociales se decía que la enfermedad se había detectado "en una fase temprana" y que se sometería a tratamiento inmediatamente. La pareja declaró que esperaba estar "de vuelta en la carretera" pronto.
Falleció mientras dormía en la madrugada del 22 de septiembre de 2018, a causa de una neumonía, a la edad de setenta y cuatro años.

## Publicaciones
- Chas & Dave: All About Us (2008)[28]
- Chas and His Rock 'n' Roll Allotment (2010)[29]
- 101 Facts you didn't know about Chas and Dave (2013)[30]
- Memories of The Lane: Good Times at Tottenham  (2018)[31]